# جون بي. رايموند
جون بي. رايموند (بالإنجليزية: John B. Raymond)‏ هو سياسي أمريكي، ولد في 5 ديسمبر 1844، وتوفي في 3 يناير 1886 في فارغو في الولايات المتحدة. حزبياً، نشط في الحزب الجمهوري.